# 安藤麻
安藤 麻（あんどう あさ、1996年4月24日 -）は、北海道旭川市出身のアルペンスキー選手で主に大回転 、回転競技に出場している。東洋大学－日清医療食品所属。

## 略歴
- 旭川市立東陽中学校時代、全国中学校スキー大会アルペンスキー大回転で1年生から3連覇、同回転で2年、3年時連覇を達成。北照高等学校に進学し、全国高等学校スキー大会アルペンスキー（インターハイ）大回転で1年生から3連覇を達成。
- 国際大会初出場は2011年に張家口市の万竜スキー場で開催されたファーイーストカップ（ドイツ語版）での回転である。2012年にロッカラーゾで開かれたジュニア世界選手権大会（英語版）2012（ドイツ語版）では大回転で54位の成績に終わった。2012/13シーズンはファーイーストカップで8度表彰台に上がり、うち大回転では優勝2回、3位1回等で総合2位となった。ケベック州で開催のジュニア世界選手権大会2013（フランス語版）の大回転では37位であった。 2014/15シーズンのゼルデン大会でワールドカップにデビュー。 大回転の一回目の滑走で32位となった。[1]全日本スキー選手権大会においては2015年の93回大会の回転で優勝[2]、16年の94回大会では回転、大回転で優勝した[3]。
- アルマトイでの冬季ユニバーシアード2017ではスーパー大回転で銅メダル、大回転では金メダルを獲得するも、回転では4位入賞にとどまった。2017年アジア冬季競技大会では回転、大回転共に銀メダルを獲得した[4]。
- 2017年12月28日に全日本選手権技術系の回転で1位となり[5]、2018年1月にワールドカップのオーストリアのフラッハウで女子回転第8戦で24位となり、この時点で平昌五輪出場確定となった[6]。
- 大学を卒業後、2019年4月から日清医療食品に所属[7]。
- 2021年2月にイタリアのコルティナダンペッツォで行われたアルペンスキー世界選手権は回転で10位。1972年の札幌オリンピックの岡崎恵美子の13位を上回り、過去最高となった[8]。
- 2022年、北京オリンピックにアルペンスキー女子の大回転と回転に向川桜子と共に出場、大回転は24位[9]、回転は途中棄権[10]で終えた。

## 家族
父親は旭川竜谷高、天理大で柔道選手として活躍した安藤弥。